# Lele (čadski jezik)
Lele jezik (ISO 639-3: lln), afrazijski jezik istočnočadske skupine, kojim govori 26 000 ljudi (1991 UBS) iz čadske regije Tandjilé, prefektura Tandjilé Ouest, južno od Kéloa.
Lele pripada s još dva jezika podskupini Nancere; pismo: latinica.
Jezik lele svoje ime dijeli s još tri jezika od kojih se dva govore u Africi i jedan na Papui Novoj Gvineji. U Gvineji pripada skupini mokole, a u DR Kongu, porodici bantu. Dijalekt lela je također različit i pripada jeziku kasem [xsm]

## Vanjske poveznice
- Ethnologue (14th)
- Ethnologue (15th)